# Лазурная разноцветная сойка

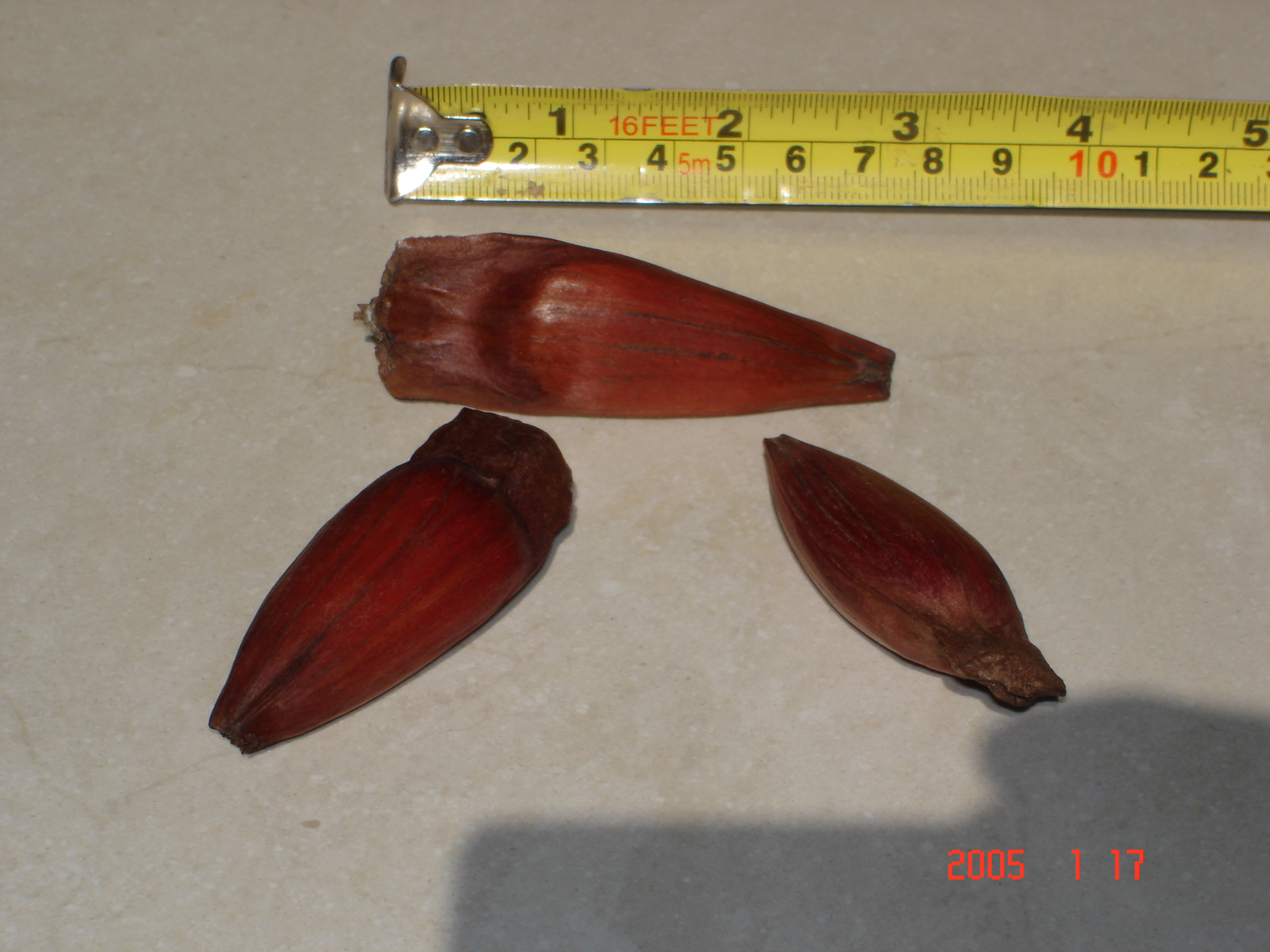
Семена бразильской араукарии

Лазурная разноцветная сойка (лат. Cyanocorax caeruleus) — птица семейства врановых, обитающая, прежде всего, в араукариевых лесах на юге Бразилии. Птицы живут стаями, подразделяющихся на семейные кланы, состоящих из двух поколений птиц. В период размножения они сообща строят гнёзда и заботятся о коллективной безопасности. Птицы владеют большим спектром голосов.

## Описание
Лазурная разноцветная сойка длиной примерно 40 см, имеет сильный клюв. Ярко-синий цвет оперения тела отчётливо контрастирует с чёрными перьями на голове, шее и верхней части груди. Перья на лбу слегка топорщатся. Глаза и клюв тёмные. Самки немного меньше, половой диморфизм отсутствует.

## Вокализация
Несколько живущих в стае птиц разработали для общения с сородичами акустические сигналы. Это обучаемые птицы, имеющие в своём репертуаре для различных целей 14 криков. Так, к примеру, имеются крики, сообщающие о хищнике, о местонахождении во время полёта, крики для общения разных стай и для спаривания. Крики отчётливо отличаются друг от друга и могут комбинироваться.

## Распространение
Лазурная разноцветная сойка живёт в атлантических влажных джунглях на юге Бразилии (от Сан-Паулу до Риу-Гранди-ду-Сул) и на северо-востоке Аргентины (Мисьонес и север Корриентес). В большем количестве этих птиц можно встретить в араукариевых лесах, поросших бразильской араукарией (Araucaria angustifolia), которая используется для строительства гнёзд и как источник питания.

## Питание
Лазурная разноцветная сойка питается семенами пинии, бразильской араукарии, тем самым способствуя распространению этих видов деревьев. Часто птицы не сразу поедают семена, оставляя их в качестве припасов в старых стволах или в кустах, или роняя их во время транспортировки. Они питаются также членистоногими и плодами.

## Размножение
Сезон размножения длится с октября по март, в это время птицы строят гнёзда, предпочитая при этом кроны бразильских араукарий. Строит, чистит и защищает гнёзда и выводок весь семейный клан. Плоские гнёзда располагаются на высоте от 10 до 20 м и имеют диаметр примерно 40—50 см. В центре находится гнездовая камера диаметром 16—20 см и глубиной 6—9 см, в которой находится обычно 3—5 яиц. Яйца зеленовато-синие с небольшими, равномерно распределёнными по поверхности коричневыми или серыми пятнам. Их размер составляет в длину 33 мм, в ширину 24 мм, а вес 9 г.